# (10829) Matsuobasho
(10829) Matsuobasho est un astéroïde de la ceinture principale.

## Description
(10829) Matsuobasho est un astéroïde de la ceinture principale. Il fut découvert le 22 octobre 1993 à Geisei par Tsutomu Seki. Il présente une orbite caractérisée par un demi-grand axe de 2,26 UA, une excentricité de 0,20 et une inclinaison de 7,8° par rapport à l'écliptique.

## Compléments